# Bimota SB5
La Bimota SB5 è una motocicletta stradale sportiva realizzata dalla casa motociclistica Italiana Bimota dal 1985 al 1986, come quinto modello con motorizzazione Suzuki.

## Descrizione
Presentata al Salone di Colonia 1984, a spingere la moto c'è un motore a quattro cilindri in linea DOHC a 8 valvole raffreddato a liquido ripreso dalla Suzuki GS1150, che sviluppa 115 cavalli a 8500 giri/min e 10,6 kg⋅m a 7500 giri/min. Il telaio è a doppia culla tubolare in lega di acciaio al cromo-molibdeno.
La frenata è assicurata da pinze Brembo Gold Series a due pistoncini con tre dischi flottanti da 280 mm di diametro, di cui due all'avantreno e uno al retrotreno.